# ابن طاهر القيسراني
أبو الفضل محمد بن طاهر بن علي بن أحمد ابن القيسراني الشيباني المقدسي الأثري الظاهري (448 - 507)، أحد الأئمة الحفاظ، كان حافظا متقنا، كان فقيها الظاهري، سكن همدان.

## أقوال العلماء فيه
- قال إسماعيل بن محمد الحافظ: أحفظ من رأيت محمد بن طاهر.
- قال أبو زكريا يحيى بن منده: كان ابن طاهر أحد الحفاظ، حسن الاعتقاد، جميل الطريقة، صدوفاً، عالماً بالصحيح والسقيم، كثير التصانيف، لازماً للأثر.
- قال أبو معمر الأنصاري: كان حافظاً متقناً.
- قال عبد الله بن محمد الأنصاري الهروي: ينبغي لصاحب الحديث أن يكون سريع القراءة سريع النسخ، سريع المشي. وقد جمع الله هذه الخصال في هذا الشاب، وأشار إلى محمد بن طاهر وكان بين يديه.
- قال شيرويه في تاريخ همذان: ابن طاهر سكن همذان وبنى داراً، وكان ثقة حافظاً، عالماً بالصحيح والسقيم، حسن المعرفة بالرجال والمتون، كثير التصانيف جيد الخط، لا زماً للأثر بعيداً من الفضول والتعصب، خفيف الروح، قوي السير في السفر، كثير الحج والعمرة.
- قال ابن ناصر الدين: كان حافظاً جوالاً في البلاد، كثير الكتابة، جيد المعرفة، ثقة في نفسه، حسن الاعتقاد، ولولا ماذهب إليه من إباحة السماع، لانعقد على ثقته الإجماع.
- قال اليافعي: كان من المشهورين بالحفظ والمعرفة بعلوم الحديث، وله في ذلك مصنفات وجموعات تدل على غزارة علمه، وجودة معرفته.
- قال أبو جعفر الساوي: كنت بالمدينة مع ابن طاهر، فقال: لا أعلم أحد أعلم بنسب هذا السيد ـ وأشار إلى قبر رسول الله وآثاره وأحواله مني.
- قال السمعاني: سألت أبا الحسن الكَرْجي الفقيه عن ابن طاهر فقال: ما كان على وجه الأرض له نظير، وكان داودي المَذْهب.
- وقال ابن نقطة: الحافظ، طاف البلاد، وسمع الكثير، صنف كتب حسنة في معرفة علوم الحديث، وكان ثقة في الحديث، فاضلاً.
- قال ابن النجار البغدادي: رحل في طلب الحديث إلى الأقطار، وصنف كثيراً، وكان حافظاً متقناً متفنناً حسن التصنيف.
- قال ابن خلكان: كان أحد الرحالين في طلب الحديث... وكان من المشهورين بالحفظ والمعرفة بعلوم الحديث، وله في ذلك مصنفات ومجموعات تدل على غزارة علمه وجودة معرفته.
- قال ابن كثير: سافر في طلب الحديث إلى بلاد كثيرة، وسمع كثيراً، وكان له معرفة جيدة بهذه الصناعة، وصنف كتب مفيدة.
- قال السيوطي: الحافظ العالم المكثر الجوال.

## التهم التي وجهها العلماء إليه والدفاع عنها
1- السماع:
وهذا لا يوجب غمزه إذا اعتقد حله باجتهاد، وبيان ذلك أن اسلافنا ـ رضوان الله عليهم ـ اختلفوا في مسألة الغناء والمعازف. فالبعض يرى التحريم والبعض يرى الجواز عن اجتهاد منهم. فما كان مختلفاً فيه في ذلك الزمان فلا يجوز إسقاط الاحتجاج به؛ لأنه خالف اجتهاد الآخرين ولو كان مخطئاً في مخالفته.
2- جواز النظر إلى المردان:
- وقد دافع الإمام الذهبي عن ابن طاهر فقال:

قولهم: «كان يذهب مذهب الإباحة» يعني في النظر إلى الملاح ـ ومعلوم جوازه عند الظاهرية، وهو منهم ـ وإلا فلو كان يذهب إلى إباحة مطلقة، لكان كافراً. والرجل مسلم، متبع للأثر سني، وإن كان قد خالف في أمور مثل جواز السماع.
- وقال ابن عبد الهادي مدافعاً: ما كان ابنُ طاهر يرى الإباحة المُطْلقة، بل هو من أهل الحديث المُعَظِّمين للآثار، وقد أخطأ في ذَهَابه إلى إباحة السَّمَاع والنَّظَر إلى المُرْد، والله يغفر لنا وله.

والمقصود بالنظر، اي النظر بشهوة، اما الشرح اسفله فهو متهافت كتهافت عقل كاتبه
والحقيقة: لا يوجد ما يدعو للتشنيع عليه في هذه المسألة، فالأمرد والمشعر يجوز النظر إليهما؛ لأنهم من الرجال، أما الفعل الحرام: فهو الذي يستحق التشنيع، ولم يثبت عنه القول بجوازه ولا فعله.
فالتقليد يعمي ويصم، فالله تعالى لم يبح النظر للنساء، وأباح للرجل أن ينظر إلى الرجل، فمن جعل الأمرد كالمرأة فهو كذب، وزاد على الشرع ما ليس فيه، وقد اشتهر بعض العلماء في زمان المؤلف وبعد زمانه بالقول بتحريم النظر إلى الرجل الأمرد، فجعلوه بحكم المرأة ! وهذا لا يجوز شرعًا.
وكم من فاضل صالح وهو أمرد.
3- تأليفه كتاب «صفوة التصوف»:
- قال الحافظ ابن حجر: له انحراف عن السنة إلى تصوف غير مرضي، وهو في نفسه صدوق لم يتهم، وله حفظ ورحلة واسعة.
- قال ابن كثير عن كتاب «صفوة التصوف»: ساق فيه أحاديث منكرة جداً، وأورد أحاديث صحيحة في غيره.
- قال أبو عبد الرحمن: هو سلك مسلك بعض المصنفين الذين يوردون بالسند كل ما يتعلق بالباب ولو كان واهياً، للقاعدة المعروفة عند علماء الحديث أن المحدث إذا ساق الحديث بسنده، فقد برئت عهدته منه، ولا مسؤولية عليه في روايته، مادام أنه قرن معه الوسيلة التي تمكن العالم من معرفة ما إذا كان الحديث صحيحاً أو غير صحيح، ألا وهي الإسناد. وإن كان الأولى والأحرى به يتبع كل حديث ببيان درجته من الصحة أو الضعف. وكان يجدر به ـ أيضاً ـ أن يجنب كتابه بعض تعابير القوم التي فيها مخالفة أو سوء أدب مع الرب سبحانه أو شريعة الله وتكاليفه، وكذا يجنب كتابه بعض أحوال القوم التي تنفي ما عليه النبي وأصحابه ولا قام عليها دليل من كتاب أو سنة، وعلى كل العصمة ليست للبشر، وإنما أراد ابن طاهر الحق فأخطأ.
- وقال السمعاني: بعد ذكر هذه التهم: لعله قد تاب ...

أما تأليف كتاب التصوف فمن لم يقرأ الكتاب تكلم بما لا يدري، والكتاب مطبوع وليس فيه خلاف للسنة، وكل مسألة ذكرها في الكتاب فقد ذكر دليلها، ويغلب على أدلته الصحة.
وأختم كلامي هذا بما قاله الإمام الذهبي في حق علماء الظاهر: وفي الجملة فداود بن علي بصيرٌ بالفقه، عالمٌ بالقرآن، حافظٌ للأثر، رأس في معرفة الخلاف، من أوعية العلم، له ذكاء خارق، وفيه دينٌ متينٌ. وكذلك في فقهاء الظاهرية جماعة لهم علمٌ باهرٌ، وذكاء قويٌ، فالكمال عزيزٌ.

## مؤلفاته
1- كتاب الجمع بين رجال الصحيحين.
2 - كتاب أسامي ما اشتمل عليه الصحيحين.
3 - كتاب معرفة مشايخ الإمامين الذين أخرجا عنهم في الصحيحين. وهو نفس الكتاب الثاني.
4 - شروط الأئمة الستة.
5 - معرفة من لم يخرج في الصحيحين إلا حديث واحد من الصحابة.
6 - جواب المتعنت على البخاري.
7 - كتاب موافقات البخاري ومسلم (جزءان).
8 - أطراف الكتب الستة.
9 - كتاب أطراف سنن ابن ماجة.
10 - كتاب أطراف سنن الترمذي (عشرة أجزاء).
11 - كتاب أطراف سنن النسائي (سبعة أجزاء).
12 - كتاب أطراف سنن أبي داود.
13 - الفوائد الصحيحة على شروط الإمامين في معرفة العلو مالنزول.
14 - كتاب الفوائد المنتقاة من الصحاح والغرائب والأفراد- وغير ذلك من حديث القاضي الخلعي.
15 - كتاب العوالي بالتواريخ.
16 - كتاب ذكر الطرق العالية إلى البخاري ومسلم (ثمانية أجزاء).
17 - عوالي الطرق إلى البخاري.
18 - عوالي الطرق إلى سفيان بن عيينة.
19 - عوالي الطرق إلى الفضيل بن عياض.
20 - عوالي الطرق إلى مالك بن أنس.
21 - عوالي الطرق إلى محمد بن شهاب.
22 - كتاب عوالي الموافقات إلى مشايخ أبي داود السجستاني.
23 - عوالي الموافقات إلى مشايخ أبي عيسى الترمذي.
24 - اليواقيت المخرج على الاتفاق والتفرد (عشرة أجزاء).
25 - مسألة العلو والنزول في الحديث مع مقدمة في فضل أصحاب الحديث.
26- مسألة في معرفة عالي الإسناد.
27- كتاب الناسخ والمنسوخ.
28 - كتاب العمل بإجازة الإجازة.
29 - كتاب الإجازات ومذاهبها.
30 - كتاب تصحيح العلل.
31- كتاب النسب.
32 - رواية الأكابر والأعلام عن مالك بن أنس (ثمانية أجزاء).
33 - رواة أنس بن مالك.
34 - مشايخ أبي داود.
35 - مشايخ سفيان بن عيينة.
36 - كتاب خماسيات أبي الحسين بن النقور.
37 - كتاب الرباعيات من رواية الصحابة بعضهم عن بعض.
38 - كتاب حديث اجتمع فيه في الإسناد عشرة من الرواة أسماؤهم محمد.
39 - كتاب الأنساب المتفقة في الخط المتماثلة في النقط والضبط.
40 - كتاب المتفق والمفترق في الأنساب.
41 - إيضاح الإشكال في من أبهم اسمه من النساء والرجال.
42 - الإفصاح عن المعجم من إيضاح الغامض والمبهم.
43 - خمسة انتقاء أبي الفضل المقدسي على أبي المعالي الأموي محمد بن يحيى بن علي بن عبد العزيز القرشي.
44 - جزء فيه من فوائد الحافظ أبي الفضل محمد بن طاهر.
45 - كتاب مجلس أبي القاسم البغوي.
46 - المنثور من الحكايات والسؤالات.
47 - كتاب الألفاظ التي رويت في الأحاديث فصحفها بعض النقلة.
48 - علة حديث معاذ في القياس.
49 - طرق حديث إني تارك فيكم الثقلين.
50 - طرق حديث: لا تزال طائفة من أمتي...
51 - طرق حديث معاذ وأبي موسى وقوله: يسر ولا تعسر.
52 - طرق حديث من كذب علي متعمدا.
53 - حديث أبي الأزهر ومتابعاته.
54 - مسند أبي ليلى الجعدي.
55 - تخريجه لأبي منصور عبد المحسن بن محمد بن علي البغدادي.
56 - انتقاء من حديث الهكاري علي بن أحمد بن يوسف القرشي أبو الحسن الصوفي.
57 - مسألة التسمية.
58 - الرد على أبي الحسن الأشعري.
59 - رفع القرطاس صيانة لما فيه من الأدناس.
60 - الأدعية.
61 - فرائض الطعام وسننه.
62 - مسألة إيجاب الوضوء من مس الذكر وترك الوضوء من لمسه.
63 - كفاية المداخل في أصول أبي علي الحسن بن عبد الرحمن المكي المعروف بالشافعي.
64 - كتاب الشيب.
65 - الصوم.
66 - الانتصار لإمامي الأمصار.
67 - الحجر على تارك المحجة.
68 - ديوان شعره.
69 - الذب عن فقيه الإسلام أبي حنيفة.
70 - الجواب الجليل عن حكم بلد الخليل.
71 - معجم البلاد (جزءان).
72 - كتاب الشامل لأسماء الصحابة.
73 - تاريخ أهل الشام ومعرفة الأئمة منهم والأعلام (مجلدتان).
74 - كتاب أسماء رجال من الضعفاء شذت عن ابن عدي ذكرهم أبو حاتم ابن حبان في كتابه. (جزءان).
75 - تلخيص الكامل.
76 - تكملة الكامل في معرفة الضعفاء.
77 - تراجم الجرح والتعديل للدارقطني.
78 - أطراف الغرائب والأفراد للدارقطني.
79 - كتاب أطراف أحاديث الشيخين للدارقطني.
80 - كتاب اللمصباح في أطراف أحاديث المسانيد الستة (عشرة أجزاء).
81 - كتاب أطراف أحاديث أبي حنيفة.
82 - كتاب أطراف أحاديث مالك بن أنس.
83 - اللباب المرتب على الحروف والأبواب.
84 - تذكرة الحفاظ في ترتيب أحاديث المجروحين لابن حبان.
85 - ذخيرة الحفاظ المخرج على الحروف والألفاظ.
86 - الكشف عن أحاديث الشهاب ومعرفة الخطأ فيها والصواب.
87 - صفوة التصوف.
88 - كتاب جواز السماع.
89 - مسألة الإباحة والاستباحة.
90 - رسالة في جواز النظر إلى المرد.